# SATCH
SATCH（サッチ）は、KDDIが創設したARの新ブランドである。2011年12月に発表された。

## 概要
SATCHは、開発者向けにARを活用したソフトウェアを開発するためのツール類SATCH SDKを無償で配布している。

また、ARのポータルとARビューワーがセットになった一般ユーザー向けのアプリSATCH VIEWERを2012年3月よりAndroidアプリとして配信していたが、2012年10月1日に大幅リニューアルした。(iOS版のリニューアルは近日対応予定　※2012年10月1日時点)
尚、SATCHの名前には情報を察知する、あるいはサッと携帯電話（またはスマートフォン）をかざしてチェックする、といった意味が込められている。

## 沿革
2011年
- 12月15日 - SATCHブランドの発表
- 12月15日 - SATCH SDKの配布開始

2012年
- 3月1日 - SATCH SDKの利用規約変更
- 3月1日 - SATCH Developersの英語サイトの公開
- 3月1日 - SATCH Appsの公開
- 3月3日 - Google Play上でSATCH VIEWERの公開
- 3月3日 - SATCH VIEWER上で『第14回東京ガールズコレクション（Vol.1）』連動コンテンツ公開
- 3月10日 - SATCH VIEWER上でブラウザゲーム『電脳コイル放課後探偵局』および雑誌『アニメージュ』との連動コンテンツ公開
- 3月15日 - SATCH VIEWER上で『第14回東京ガールズコレクション（Vol.2）』連動コンテンツ公開
- 5月25日 -ARアプリコンテスト「第1回察知人間コンテスト」決勝戦
- 6月26日 -SATCH Appsリニューアル（PC版公開、オススメアプリ紹介ページ、新着アプリページ、ランキングページの追加）
- 6月28日 -「SML仕様」、「SATCH STUDIO LITE(β)」公開
- 8月2日  -ユーザ情報送信の変更に伴い利用規約を改定
- 10月1日 -SATCH VIEWER大幅リニューアル（なんでもAR、オモシロカメラ、ドキドキラブ診断、サイト公開）

## SATCH SDKの採用事例
- 「氷見でござるの巻」（ユビキタス工学研究室）
- 「ウイダーinゼリー Charge, Go!」（森永製菓）
- 「B'AR Cheeza」（江崎グリコ）
- 「釧路世界三大夕日」（釧路工業高等専門学校　浅水研究室）
- 「まるで梅酒なノンアルコール」（サントリー）
- 「釧路和商市場（釧路工業高等専門学校　浅水研究室）」
- 「銀河AR（Coresix Inc）」
- 「Drawing Doll（株式会社 インタラクティブ・コミュニケーション・デザイン）」
- 「EE Jr. AR（ES Corporation）」
- 「Skinvaders（Total Immersion）」
- 「ReAR（Coresix Inc）」
- 「YAMAGATA AR Greetings（YAMAGATA株式会社）」
- 「メルギューくん大ピンチ！おつかいなんだっけ！？（ユビキタス工学研究室）」
- 「【公式】夏の甲子園2012（Asahi Broadcasting Corporation）」
- 「＼侵略！／カレーちゃんカメラ（Klotho.net）」
- 「おさんぽしんみなと（ユビキタス工学研究室）」